# Alfa Helicopter
Alfa Helicopter — негосударственная коммерческая воздушная служба спасения Чехии, базировавшаяся в Брно, чья главная задача заключалась в том, чтобы проводить аварийно-спасательные работы с воздуха.

## История
Компания была основана в 1991 году, штаб-квартира располагалась в Уничове, аэропорт находился в Оломоуце. Компания брала в аренду два вертолёта Ми-2 из Польши. 1 января 1992 года начали деятельность центры в Брно.
На 2020 год на официальном сайте службы написано, что она находится в процессе ликвидации.

## Базы
Чрезвычайные сервисные центры Alfa Helicopter располагались в Брно, Оломоуце, Йиглаве и Ческе-Будеёвице. Партнёрства DSA располагаются в Градец-Кралове, Либереце, Остраве и Усти-над-Лабеме.

## Вертолёты
| # | Фотография | Модель      | Позывной              | Регистрационный индекс |
| - | ---------- | ----------- | --------------------- | ---------------------- |
| 1 |            | EC 135 T2+  | Kryštof 04            | OK-NIK                 |
| 2 |            | EC 135 T2+  | Kryštof 09            | OK-AHG                 |
| 3 |            | Bell 427    | Kryštof 12            | OK-AHA                 |
| 4 |            | Bell 427    | Kryštof 13            | OK-AHE                 |
| 5 |            | Bell 206L4T | коммерческий вертолёт | OK-ZIU                 |
| 6 |            | Bell 427    | в резерве             | OK-EMI                 |